# Hidejo Noguči
Hidejo Noguči (野口 英世), rodným jménem Noguči Seisaku (9. listopadu 1876, Inawaširo – 21. května 1928, Akkra) byl japonský bakteriolog. Roku 1911 odhalil původce syfilis, bakterii Treponema pallidum.
Ve věku roku a půl si vážně popálil levou ruku a od té doby ji nemohl používat. Vyučil se lékařství v nemocnici Kaijo ve Wakamacu a posléze studoval na soukromé lékařské škole v Tokiu. Poté působil v různých nemocnicích v Tokiu a v Číně. Od roku 1900 působil na Pensylvánské univerzitě ve Filadelfii, od roku 1904 na Rockefeller Institute for Medical Research v New Yorku (dnes Rockefellerova univerzita). Zde učinil svůj největší objev. Roku 1915 se vrátil do Japonska, od roku 1917 však začal cestovat po jižní Americe a Africe a bádal přímo v místech výskytu tropických chorob. Zemřel v Africe, na území dnešní Ghany, když se nakazil žlutou zimnicí, jejíhož původce hledal.
Své rodné jméno Seisaku odvrhl poté, co si v počátcích své dráhy přečetl povídku o neschopném lékaři stejného jména.

## Vyznamenání
- rytíř Řádu Dannebrog – 1913, Dánsko[4]
- rytíř Řádu čestné legie – 1924, Francie
- Řád vycházejícího slunce IV. třídy – 1915, Japonsko[5]
- komtur Řádu Isabely Katolické – 1913, Španělsko[6]
- komtur Řádu polární hvězdy – 1914, Švédsko[7]